# Podwodne tankowce 40000 DWT
Podwodne tankowce o ładowności 40000 ton – niezrealizowany projekt amerykańskich komercyjnych podwodnych tankowców przeznaczonych do transportu ropy naftowej z portów południowej Alaski do kontynentalnej części USA. Projekt opracowywano jako alternatywę dla ropociągów łączących pola naftowe Alaski z pozostałą częścią Ameryki. Ze względów politycznych jednak, zdecydowano się na budowę stałego połączenia naziemnego. Jednostki te, o wyporności 81.000 ton na powierzchni i 90.000 ton w zanurzeniu, miały mieć ładowność 40.000 ton, źródło energii zaś stanowić miały 3 reaktory jądrowe zasilające turbiny o łącznej mocy 168.000 koni mechanicznych. Tak skonfigurowany układ napędowy jednostki zapewniać miał transport ropy pod wodą z prędkością 30 węzłów.